# Spawn (fumetto)
Spawn è una serie regolare a fumetti statunitense, pubblicata dalla Image Comics dal 1992, con protagonista l'omonimo personaggio.

## Storia editoriale
La serie regolare esordì negli USA a maggio 1992 interamente realizzata dall'autore il quale poi, incaricò alcuni noti fumettisti anglo-statunitensi come Moore. Questi scrisse due numeri della serie regolare, due miniserie di quattro numeri, due incentrate sul Clown o come Neil Gaiman, che scrisse un numero delle serie più una mini di tre su Angela; altri autori furono Frank Miller che scrisse solo un numero della serie regolare, Spawn/Batman; Dave Sim scrisse un episodio fuori continuity; Grant Morrison scrisse un arco narrativo in tre parti; infine Garth Ennis scrisse una miniserie in tre parti con Witchblade. Questi autori introdussero anche nuovi personaggi come Cagliostro, Angela, il Redentore, lo Spawn Medioevale; anche la struttura dantesca dell'Inferno e quella burocratica del Paradiso fu ideata da altri autori. Intorno alla primavera del 1995, McFarlane interruppe la collaborazione con altri scrittori lasciando l'impegno di realizzare i disegni a Greg Capullo. In seguito McFarlane ha progressivamente abbandonato la collana, affidandone le sceneggiature a Brian Holguin (nn. 71-150, aprile 1998-ottobre 2005; 185-presente, ottobre 2008) e David Hine (nn. 151-184, dicembre 2005-ottobre 2008).
Con il n. 185 (ottobre 2008) McFarlane tornò a occuparsi personalmente del suo personaggio, sebbene con un ruolo prevalentemente di supervisore piuttosto che di autore con i testi realizzati da Holguin mentre i disegni sono realizzati da Whilce Portacio. Successivamente è tornato a occuparsi anche dei testi direttamente.

## Team-Up con altri personaggi
Spawn ha avuto dei team-up con personaggi di altre case editrici, il primo dei quali è stato con Batman della DC Comics nel 1994. Sin dal debutto di Spawn c'era l'attesa per questo incontro al quale collabora lo stesso Frank Miller, che non si cimentava con Batman dal 1987, anno di uscita dello story-arc Batman: Year One. L'opera si suddivide in due albi con diversi team creativi, un albo è pubblicato dalla DC e l'altro dalla Image. Entrambi sono tra i titoli più venduti dell'anno, segno della forza dei personaggi ed autori coinvolti nel progetto. Successivamente Spawn incrocia la sua strada anche con personaggi di fumetti indipendenti quali Cerebus e The Ant. Vi sono poi i team-up con personaggi della stessa Image Comics quali Witchblade, Wildcats di Jim Lee, la cui storia è scritta da Alan Moore il quale introduce una versione futura di Spawn. Nel 1996 vi è un team-up con Witchblade, personaggio simbolo della Top Cow Productions di Marc Silvestri. In questo caso, però è una versione medioevale dell'Hellspawn che si imbatte in una delle donne-guerriere che in passato hanno brandito la Withcblade. Non mancano crossover e team-up con Youngblood, Savage Dragon e Shadowhawk. Gli albi sono:
- Valeria the She-Bat and Spawn (mai pubblicato), nel 1993 McFarlane vuole realizzare un team-up con un personaggio della casa editrice Continuity Comics, fondata da Neal Adams nel 1980, pioniere del movimento che porterà alla proliferazione degli editori indipendenti tra gli anni ottanta e novanta[4]. La Continuity Comics soffre però di una crisi di vendite e problemi manageriali ed è costretta a chiudere nel gennaio 1994[4]. Nonostante questo il soggetto della storia viene scritto e ne vengono disegnate alcune pagine[4]. L'opera non è però stata completata nonostante ne esista una locandina a scopo pubblicitario[4].
- Batman/Spawn: War Devil n. 1 (albo unico), Alan Grant - Doug Moench - Chuck Dixon (testi) e Klaus Janson (disegni), DC Comics, gennaio 1994.
- Spawn/Batman n. 1 (albo unico), Frank Miller e Todd McFarlane (testi e disegni), Image Comics, 1994.
- Spawn/Wildcats nn. 1-4 (miniserie di 4), Alan Moore (testi), Scott Clark (matite), Sal Regla (chine), Image Comics, gennaio-aprile 1996.
- Medieval Spawn/Witchblade nn. 1-3 (miniserie di 3), Garth Ennis (testi) e Brandon Peterson (disegni), Image Comics, maggio-luglio 1996.
- Medieval Spawn and Witchblade nn. 1-4 (miniserie di 4), Brian Holguin (testi) e Brian Haberlin (disegni), Image Comics, maggio-agosto 2018.

## Spin-off
Oltre all'opera principale intitolata Spawn, in pubblicazione dal 1992, la serie ha dato origine a diversi spin-off:
- Stupid n. 1 (albo unico), Doug Rice e Hilary Barta (testi e disegni), Image Comics, maggio 1993.
- Spawn: Blood Feud nn. 1-4 (miniserie di 4), Alan Moore (testi) - Tony Daniel (matite) - Kevin Conrad (chine), Image Comics, giugno-settembre 1995.
- Curse of the Spawn nn. 1-29, testi di Alan McElroy e matite di Dwayne Turner, serie regolare (conclusa), Image Comics, settembre 1996 - marzo 1999.
- Spawn: The Impaler, miniserie di 3 numeri, testi e disegni di Mike Grell, Image Comics, ottobre-dicembre 1996.
- Spawn: The Dark Ages nn. 1-28, testi di Brian Holguin e Steve Niles, disegni di Liam Sharp e Nat Jones, serie regolare (conclusa), Image Comics, marzo 1999 - ottobre 2001.
- Spawn: The Undead nn. 1-9, testi di Paul Jenkis e matite di Dwayne Turner, serie regolare (conclusa), Image Comics, giugno 1999 - marzo 2000.
- Sam and Twitch nn. 1-24, Brian Michael Bendis e Todd McFarlane (testi) - Angel Medina/Jonathan Glapion/Jamie Tolagson/Alberto Ponticelli/Clayton Crain/Alex Maleev (disegni), serie regolare (conclusa), agosto 1999 - febbraio 2004.
- Case Files: Sam & Twitch nn. 1-25, Marc Andreyko e Steve Niles (testi) - Scott Morse/ Paul Lee/ Ej Su/ Gregg Scott (disegni), serie regolare (conclusa), Image Comics, maggio 2003 - luglio 2006.
- Spawn: Godslayer n. 0, albo unico (preludio all'omonima miniserie), testi di Brian Holguin e disegni di Jay Anacleto, Image Comics, settembre 2006.
- Adventures of Spawn Director's Cut nn. 1-2 (miniserie di 2), testi di Jonathan David Goff e disegni di Khary Randolph, Image Comics, gennaio 2007 - novembre 2008.
- Spawn: Godslayer (miniserie di 8), testi di Brian Holguin e disegni di Philip Tan, Image Comics, maggio 2007 - aprile 2008.
- Spawn Resurrection, albo unico, testi di Paul Jenkis e disegni di Jonboy, Image Comics, marzo 2015.
- Spawn Kills Everyone, albo unico, testi di Todd McFarlane e disegni di J.J.Kirby, Image Comics, agosto 2016.
- Spawn Kills Everyone Too (miniserie di 4 numeri), testi di Todd McFarlane e disegni di Will Robson, Image Comics, 19 dicembre 2018 - 13 marzo 2019.

## Pubblicazioni in lingua italiana
In lingua italiana il personaggio esordisce sulla testata antologica Image edita dalla Star Comics nel 1993 e successivamente sulla testata omonima che poi nel 1995 divenne Spawn & The Savage Dragon per poi passare nel 1996 alla Marvel Italia sulla testata Spawn edita fino al 2001 e poi alla Panini Comics sotto l'etichetta Cult Comics che ristampa in volume i vecchi numeri.
- Spawn IMAGE: volumi 1/5 + n. 1 Edizione Variant (1993)
- Spawn & Savage Dragon: volumi 1/32 + n. 1 Edizione Variant (1994)
- Spawn: serie regolare in corso + n. 1, n. 12, n. 126 e n. 142 Edizione Variant (1996) + n. 50 con poster
- Spawn/Batman: albo unico, Cult Comics n. 4 (1997);
- Spawn Collection: ristampa in 6 volumi dei primi 5 albi già pubblicati in Image e di 31 dei 32 albi già editi da Star Comics, ad esclusione del n. 10 per problemi di diritti (1997-1998);
- Witchblade special: Witchblade/Medieval Spawn, Cult Comics n. 5 albo unico contenente lo Spawn Medievale (1997);
- Batman/Spawn: albo unico, PlayPress n. 29 (1998);
- Spawn Special: Angela: albo unico ristampa di miniserie apparsa in Spawn & Savage Dragon, Cult Comics n. 6 (1998);
- Spawn Special: Violator albo unico ristampa di un'altra miniserie apparsa in Spawn & Savage Dragon, Cult Comics n. 8 (1998);
- Spawn Inferno: miniserie 3 numeri (1998);
- Spawn Tenebre: miniserie 3 numeri (1999);
- Spawn: La rivista ufficiale del film, Marvel Movie n. 10, albo unico contenente servizi e informazioni sul film (1999);
- Spawn Special: special events 24/25, miniserie di due numeri, ospitano primo ciclo di Sam & Twitch e i primi numeri di CY-GOR (2000);
- Spawn Millennium: miniserie 3 numeri stampa de i primi nove albi della collana "Spawn: The Dark Ages" scritti da Brian Holguin (2000);
- Aria/Angela, Cult Comics n. 18, albo unico, confronto tra Angela ed Aria (2001);
- Spawn - Dall'Inferno: Panini Comics, collezione "The Dark Side" della Gazzetta dello Sport (2006).
- Spawn Godslayer, Cult Comics n. 44, albo unico Spawn reinventato in contesto fantasy (2007).
- Spawn Godslayer - La serie: miniserie di 2 albi (settembre 2008)
- Spawn: La morte di Angela, collezione 100% Cult Comics Best, albo unico (2009)
- Spawn Origins Collection - Edizione Deluxe: volumi 1/4 (2012)
- Spawn: Architetti della paura, albo unico (2012)
- Spawn/Wildcats - Il giorno del diavolo: 100% Cult Comics, albo unico (2012)
- HellSpawn Omnibus: Panini Comics, albo unico (2015)
- Spawn d'Autore: Alan Moore presenta: Angela/Violator, Panini Comics (2015)
- Spawn Origins Collection (Ristampa): volume 1, Panini Comics - Cult Comics (2016)
- Spawn - La saga dell’Anti-Spawn: Panini Comics, albo unico (2018)
- Spawn: Violator: Panini Comics, albo unico (2019)